# Ошейкино (Московская область)
Ошейкино — деревня в Лотошинском районе Московской области России.
Относится к Ошейкинскому сельскому поселению, до реформы 2006 года относилась к Ошейкинскому сельскому округу. По данным Всероссийской переписи 2010 года численность постоянного населения деревни составила 109 человек (41 мужчина, 68 женщин).

## География
Расположена на левом берегу реки Ламы, при впадении в неё реки Озёрни, берущей начало из озера Круглого, примерно в 16 км к востоку от районного центра — посёлка городского типа Лотошино, рядом с ответвлением автодороги Р107 Клин — Лотошино. Ближайшие населённые пункты — деревни Брыково и Доры.

## Исторические сведения
До 1929 года входила в состав Ошейкинской волости Волоколамского уезда Московской губернии.
При межевании 1769 года значилось сельцо Ашейкино, в то время оно входило в Поламский стан Волоколамского уезда и насчитывало 85 крепостных крестьян мужского пола. В 1778 году в селе было 30 крестьянских дворов, а крестьянская семья состояла в среднем из 6—7 человек.
В XIX веке селом владели князья Мещерские; его купил Василий Иванович Мещерский (1791—1871) после своей отставки, чтобы быть рядом с родовым имением отца, Ивана Сергеевича Мещерского (1775—1851) — в Лотошино. По сведениям 1859 года в селе проживало 413 жителей (222 мужчины и 219 женщин), было 39 дворов и православная церковь, в 1861 году возникла первая в волости школа.
По данным на 1890 год в селе проживал 161 человек, располагалось волостное правление, имелось земское училище, 1 октября и 25 ноября проходили ярмарки. Было развито драночное производство. Щепа, которую делали на щеподральне, использовалась в качестве кровельного материала для крыш изб. В 1899 году численность населения Ошейкино составляла более 800 человек, а само село стало самым большим волостным населённым пунктом.
В 1905 году на собственные средства князем Мещерским В. С. было начато строительство кирпичной церкви, рассчитанной на три престола, но его окончанию помешали события 1917 года. В 1938 году, недостроенная, она была разобрана на кирпич.
В 1924 году на реке Ламе началось строительство Ошейкинской гидроэлектростанции, которая в 1929 г. дала электричество в 30 населённых пунктов. Из трёх ГЭС в Лотошинском районе она была самая крупная, а её мощность составляла 10 Квт.
В материалах Всесоюзной переписи населения 1926 года фигурируют сёла Большое Ошейкино и Малое Ошейкино. В первом проживает 315 человек, насчитывается 72 хозяйства, располагаются волисполком, больница, ветпункт, библиотека, изба-читальня, школа, агропункт и сельсовет; во втором — 183 жителя и 50 хозяйств.
В годы Великой Отечественной войны 1941—1945 гг. при обороне села погибло 150 красноармейцев, Ошейкинскую ГЭС при отступлении разрушили советские войска (после оккупации она была восстановлена, а в августе 1959 года ликвидирована). Село было полностью сожжено немцами, остались два жилых дома и деревянная церковь, просуществовавшая до 1942 года. Погибшие воины похоронены в братской могиле.

## Население
| 1852 | 1859 | 1926 | 2002 | 2006 | 2010 |
| ---- | ---- | ---- | ---- | ---- | ---- |
| 345  | ↗413 | ↗498 | ↘153 | ↗178 | ↘109 |